# 孔斯贝格国防与航空航天
孔斯贝格国防与航空航天（KDA）是挪威孔斯贝格集团（KONGSBERG）的三个业务部门之一，是国防和航天相关系统和产品的供应商，主要包括反舰导弹、应用于船舶和防空的军事通信以及海军指挥和武器控制系统。如今，该公司在国外最出名的可能是其开发/工业化和生产西方世界第一款被动红外导引的反舰导弹企鹅，该导弹于 1970 年代初开始交付。当时孔斯贝格国防与航空航天是孔斯贝格的前身孔斯贝格军工厂。截至 2021 年，孔斯贝格国防与航空航天公司拥有 3500 名员工。
与太空相关的活动由孔斯贝格国防与航空航天公司的太空与监视部门和孔斯贝格卫星服务公司进行。 孔斯贝格国防与航空航天著名的太空相关产品包 ESA 的 Ariane 5 的助推器附件和释放机构。在 20 世纪 90 年代初期，孔斯贝格国防与航空航天与 NASA JPL 和德国 DASA 合作开发了测试/检验系统以及为美国国家航空航天局/欧洲空间局卡西尼-惠更斯号太空探测器生产航天器硬件。孔斯贝格国防与航空航天公司还为欧洲空间局的罗塞塔号太空探测器提供了太阳能阵列驱动机构。
2008 年 11 月 22 日，挪威国防部长安娜-格蕾特·斯特伦-埃里克森开设了新的孔斯贝格国防与航空航天工厂，该工厂将为最近被选为挪威未来战斗机的F-35闪电II战斗机生产零部件。

## 其他公司的所有者和所有权
它由孔斯贝格集团 ASA（一家由挪威政府持有多数股权的公司）全资拥有。
其子公司包括孔斯贝格空间技术公司、Kongsberg Hungaria Kft、Kongsberg Norcontrol AS、Kongsberg Defense Corp.、Kongsberg Defense Oy、Kongsberg Defense Sp。 Z.O.O.、Kongsberg Gallium Ltd. 和 Kongsberg Defense Ltd. Co.。
它拥有 Kongsberg Satellite Services AS 公司 50% 的股份，和 Kongsberg NanoAvionics AUB 77% 的股份。

## 东芝孔斯贝格事件
1987年，东芝子公司东芝机械被指控违反CoCom协议（一项对某些国家对COMECON国家实施的经济制裁），向苏联非法销售用于生产非常安静的潜艇螺旋桨的数控铣床。东芝-孔斯贝格丑闻涉及东芝和挪威公司孔斯贝格军工厂的子公司。此事件导致美国和日本之间的关系紧张，导致两名高级管理人员被逮捕和起诉，两国还对该公司实施了制裁。

## 产品

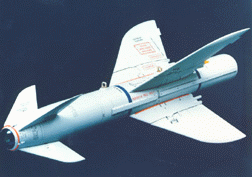
一枚孔斯贝格国防与航空航天公司制造的企鹅反舰巡航导弹。
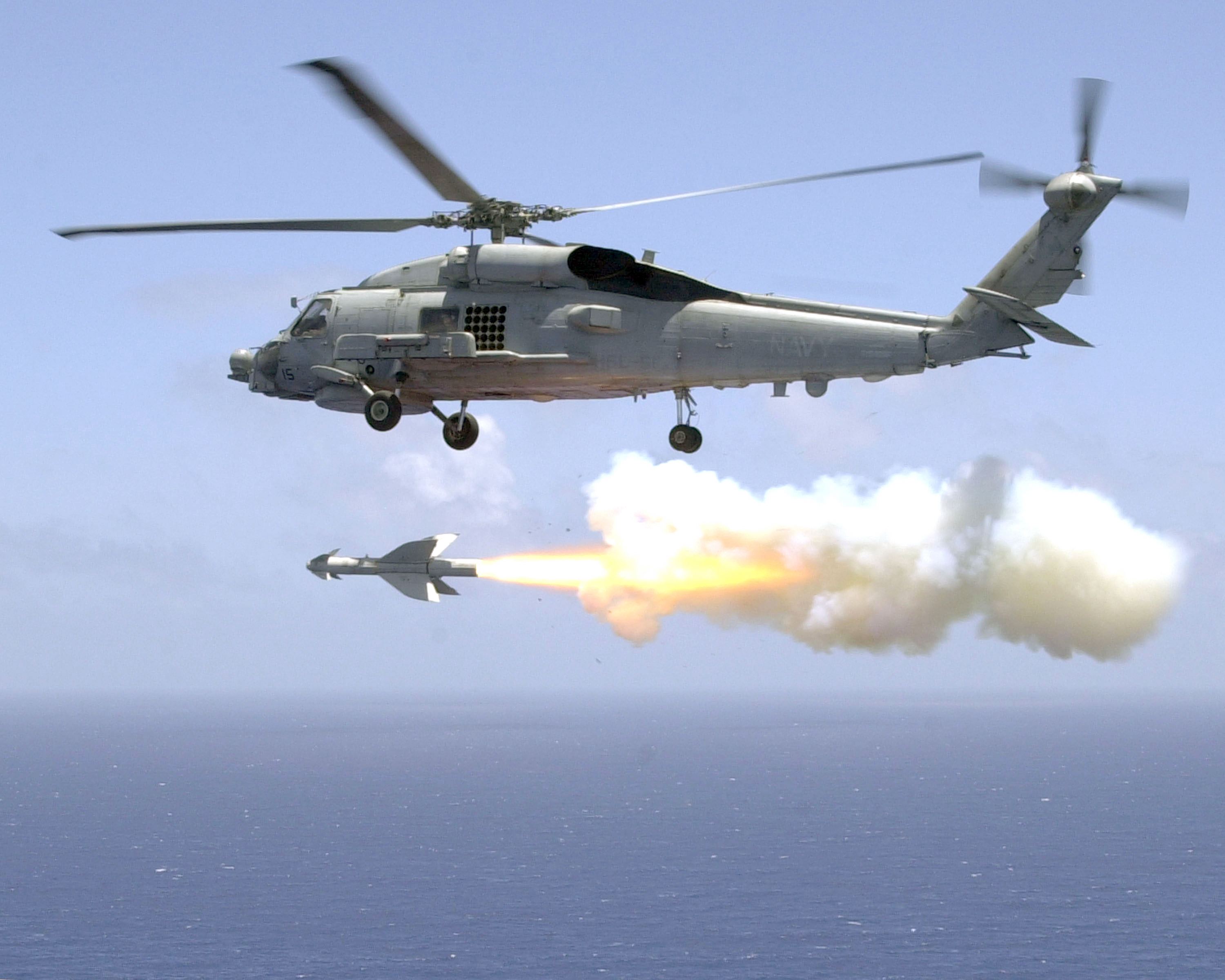
美国海鹰发射AGM-119企鹅反舰导弹 (2002)
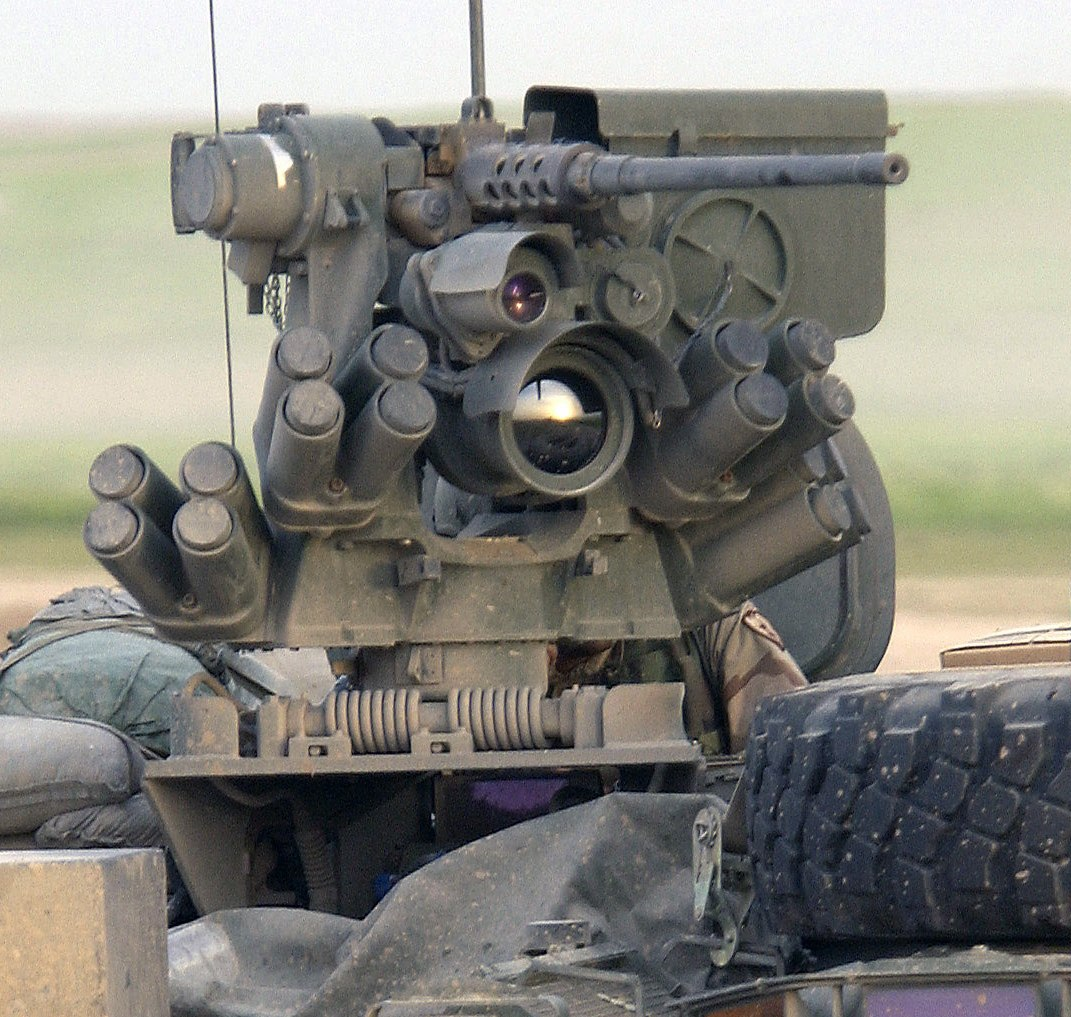
装于斯特莱克M1126上的防御者RWS (2005)
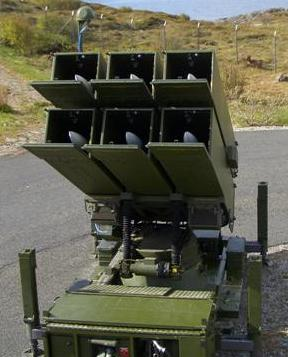
挪威NASAMS (2005)

集成指挥组 (IDG) – 用于目标捕获的雷达系统
- 企鹅——被动热寻反舰导弹
- 海军打击导弹（NSM）——带有被动成像热导引头的反舰导弹。从船舶和陆地车辆发射。
- 联合打击导弹（英语：Joint Strike Missile） (JSM) – 从飞机发射的海陆目标导弹
- 适用于不同系统的训练器和模拟器
- 宇宙飞船的机械和光机械
- 防御者（RWS）
- EriTac – 战术沟通
- 多滚无线电（英语：Multi Rolle Radio） (MRR) – 现场无线电
- ComBatt – 战场管理系统
- 加密设备
- NORTaC-C2IS – 军队战术行动的指挥和控制系统
- 复合材料
- MSI-90 uboat系统——潜艇的指挥和武器控制
- MSI 2005F – 反潜战系统，用于护卫舰
- Senit 2000 – Hauk 级 MTB 的指挥系统
- MICOS-- 猎雷和扫雷
- Kongsberg 任务规划系统 (KAMP) – 海军作战战术系统
- Minesniper – 远程扫雷驱逐舰
- SLAMRAAM（英语：SLAMRAAM） – 地对空 AIM-120 防空导弹，既作为 NASAMS 中的独立系统，又与 HAWK 集成
- GBADOC-- 地面空域控制
- E-3A 预警机软件
- NASAMS 1-3
- 超音速打击导弹 (3SM) 提尔芬（英语：Super Sonic Strike Missile (3SM) Tyrfing）

## 引文
1. ↑  . 挪威广播公司/晚邮报 (Norway Post). 2008-11-22  [2008-11-22]. []
2. ↑  . W2.brreg.no. 1997-05-28  [2017-05-03]. （原始内容存档于2023-05-04） （挪威语）.
3. ↑  . www.dn.no.   [2022-02-02]. （原始内容存档于2012-07-24）.
4. ↑  . Proff.no. 1997-05-28  [2017-05-03]. （原始内容存档于2012-09-09） （挪威语）.
5. ↑  . www.dn.no.   [2022-02-02]. （原始内容存档于2012-08-04）.
6. ↑  Ieva. . NanoAvionics. 2022-10-25  [2023-09-28]. （原始内容存档于2024-02-24） （英语）.
7. ↑  Seeman, Roderick. . The Japan Lawletter. April 1987  [2007-09-18]. （原始内容存档于2007-09-27）.